# Hemsut (ägyptische Mythologie)
Die Hemsut oder auch Hemuset stellen in der Mythologie des Alten Ägypten die weiblichen Gegenstücke der Kas dar.
Sie werden als Frauen dargestellt, die auf ihrem Kopf einen mit zwei Pfeilen gekreuzten Schild tragen, und der dem Wappen des 5. unterägyptischen Gaues Sais (nördlicher Neith-Gau) entspricht. Auf dem Schild selbst steht der Name des jeweils zugehörigen Kas, wie beispielsweise den Ka-Wesen Hike, Hu, Sia und andere.
Wie ihre männlichen Partner schaffen die Hemsut die Nahrung für die Lebenskraft und verleihen, wie in den Pyramidentexten erwähnt, ihren Pflegebefohlenen Macht und magischen Schutz (Pyramidentext 396). In ihrer Funktion als Schutzgottheiten sind sie somit auch Schicksalsgottheiten, die das neugeborene Königskind in ihre Arme nehmen.